# برتوس کالدنهووه
برتوس کالدنهووه (هلندی: Bertus Caldenhove; ۱۹ ژانویهٔ ۱۹۱۴ – ۳۰ ژوئیهٔ ۱۹۸۳) بازیکن فوتبال اهل هلند بود.
وی همچنین در تیم ملی فوتبال هلند بازی کرده‌است.